# Harem (Istanbul)
Pour les articles homonymes, voir Harem et Harem (homonymie).
Harem est un quartier du district d'Üsküdar, dans la partie asiatique d'Istanbul, en Turquie.
Le quartier, sur la côte de la mer de Marmara, est ceinturé par les districts d'Üsküdar et de Kadıköy et est situé à proximité du terminal de Haydarpaşa.

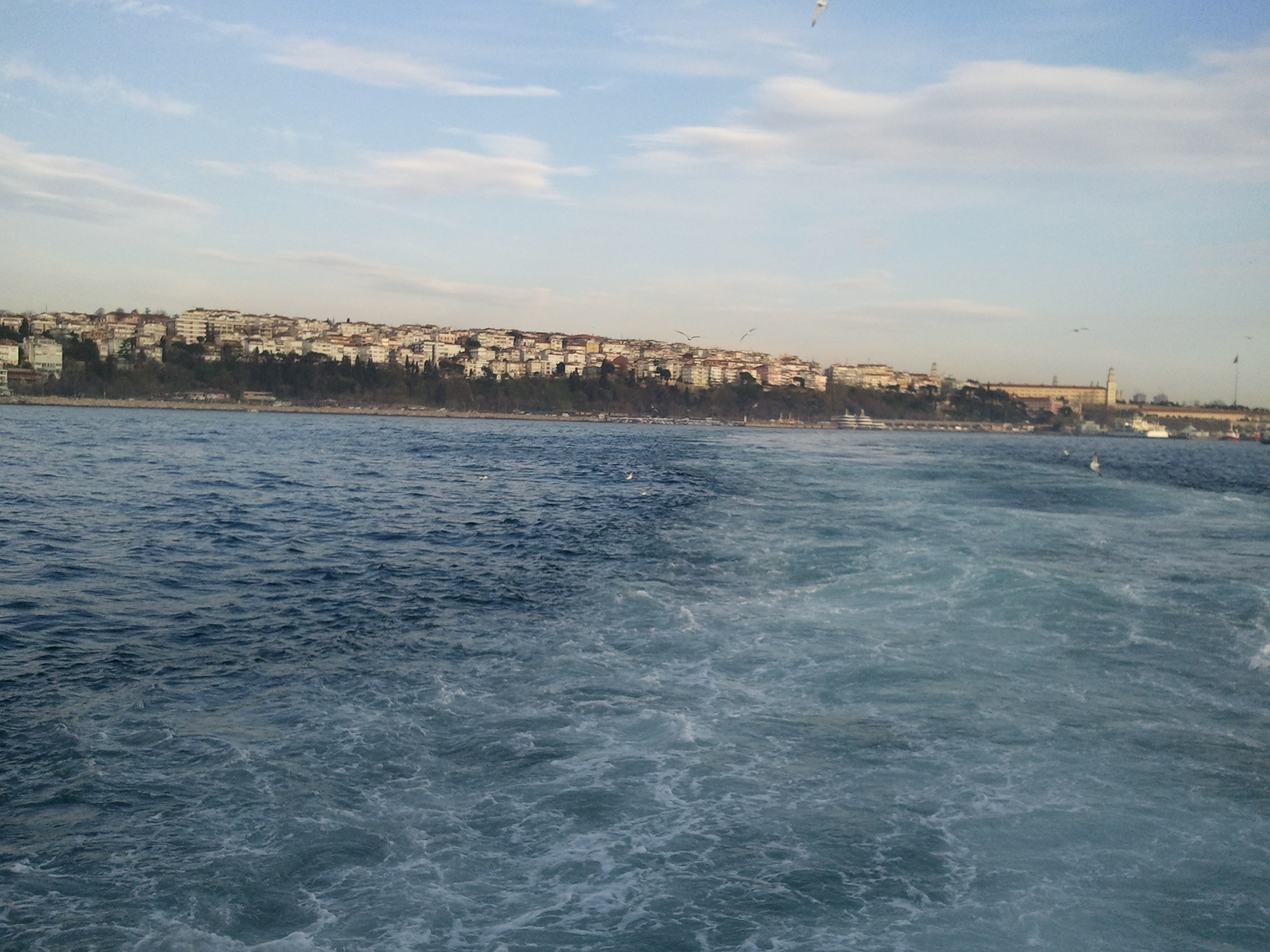
Harem, panorama.